# Seo Woo
Seo Woo (* 7. Juli 1985 in Seoul), wirklicher Name Kim Mun-ju (김문주), ist eine südkoreanische Schauspielerin.
2009 spielte sie die Hauptrolle in dem Arthouse-Film Paju der Regisseurin Park Chan-ok. Dieser handelt von Ereignissen in der Stadt Paju, wie sie ihre Schwester verliert und ihre Beziehung zu ihrem Schwager.

## Filmografie

### Filme
- 2007: My Son
- 2008: A School Rep. (Kurzfilm)
- 2008: Crush and Blush
- 2009: Handphone (Cameo)
- 2009: Paju
- 2010: Das Hausmädchen

### Fernsehserien
- 2007: Kimchi Cheese Smile (MBC)
- 2009: Tamra, the Island (MBC)
- 2010: Cinderella’s Sister (KBS2)
- 2010: Flames of Desire (MBC)
- 2011: If Tomorrow Comes (SBS)
- 2012: Knock (MBN)
- 2012: Glass Mask (tvN)
- 2013; The King’s Daughter (MBC)

### Auftritte in Musikvideos
- 2009: Wonderful Day (Good Day 2) von Lee Seung-hwan
- 2010: Right Now von Psy
- 2012: Irresistible Lips von BtoB